# Benllera
Benllera es una localidad del municipio leonés de Carrocera, en la comunidad autónoma de Castilla y León. El pueblo se encuentra al sur del municipio, en la mitad del valle del arroyo de Benllera, que desemboca en el embalse de Selga de Ordás. Se accede a la localidad a través de una carretera local que conecta con la CL-623.
La iglesia está dedicada a La Inmaculada Concepción.

## Localidades limítrofes
Confina con las siguientes localidades:
- Al norte con Otero de las Dueñas.
- Al noreste con Carrocera.
- Al suroeste con Tapia de la Ribera y Selga de Ordás.
- Al noroeste con Canales-La Magdalena.

## Historia
Así se describe a Benllera en el tomo IV del Diccionario geográfico-estadístico-histórico de España y sus posesiones de Ultramar, obra impulsada por Pascual Madoz a mediados del siglo XIX:

Lugar en la provincia, partido judicial y diócesis de León (4 leguas), audiencia territorial y capitanía general de Valladolid (26); es cabeza del ayuntamiento de su nombre, compuesto de los pueblos de Tapia de la Ribera, Carrocera, Cuevas, Espinosa de la Ribera, Otero de las Dueñas, Piedrasecha, Rioseco de Tapia, Santiago de las Villas, Viñayo y el indicado Benllera; Situado a orillas de un arroyo, combatido por los vientos del N y O en especialidad, siendo sus enfermedades más comunes fiebres tercianarias y dolores de costado. Tiene 36 casas, la de ayuntamiento que sirve también de cárcel; escuela de primeras letras dotada con 1.000 reales, a la que asisten sobre unos 11 niños, iglesia parroquial (la Asunción de Nuestra Señora) servida por un cura, 2 ermitas, una dentro de la población, y otra en las afueras (Nuestra Señora de Campo-Sagrado), y 2 fuentes de regulares aguas que aprovechan los vecinos para su consumo doméstico. Confina N Santiago de las Villas; E Tapia; S Otero de las Dueñas, y O Valsemana, a ¾ de legua de distancia el primero, a ½ los segundos, y 2 el último. El terreno es de mediana calidad, y montañoso en su mayor parte, sin más aguas que las del arroyo enunciado. Los montes están poblados solo de urz o brezo. Además de los caminos locales, tiene los que dirigen a León y puertos de Asturias. Producciones: trigo en corta cantidad, centeno, cebada, lino, patatas y yerbas de pasto; cría ganado vacuno, caballar, lanar y cabrío, y caza de perdices. La industria se reduce a algún molino harinero suficiente para el consumo del pueblo, y a la fabricación de cal. Población de todo el ayuntamiento: 318 vecinos, 1.431 almas. Capital productivo: 3.062.149 reales. Imponible: 165.397. Contribución: 18.338 reales 5 maravedíes. El presupuesto municipal ordinario asciende a 4.500 reales, y se cubre por reparto entre los pueblos del ayuntamiento.
Diccionario geográfico-estadístico-histórico de España y sus posesiones de Ultramar

## Demografía
Evolución de la población
| Gráfica de evolución demográfica de Benllera entre 2000 y 2017     |
|                                                                    |
| Población de derecho (2000-2017) según el padrón municipal del INE |